# Крачановка
Крачановка (укр. Крачанівка) — село в Полонском районе Хмельницкой области Украины.
Население по переписи 2001 года составляло 234 человека. Почтовый индекс — 30526. Телефонный код — 3843. Занимает площадь 0,696 км². Код КОАТУУ — 6823687005.

## Местный совет
30526, Хмельницкая обл., Полонский р-н, с. Сасановка, ул. Мира